# Летяев (посёлок)
Летяев — опустевший посёлок в Большеболдинском районе Нижегородской области. Относится к Новослободскому сельсовету.

## География
Находится в южной части Нижегородской области на расстоянии приблизительно 11 километров по прямой на юг от села Большое Болдино, административного центра района.

## Население
Постоянное население не было учтено как в 2002 году, так и в 2010.